# Into the Woods
Into the Woods je americký muzikál z roku 1987. Autorem hudby i textů je Stephen Sondheim, autorem libreta je James Lapine, který byl i režisérem originální broadwayské inscenace. Originální nastudování získalo několik prestižních cen Tony.
Muzikál se poté hrál mnohokrát po celém světě v několika jazycích. V roce 1991 byl pořízen televizní záznam inscenace s Bernadette Peters jako Čarodějnicí. V roce 2002 se uskutečnil broadwayský revival. První české nastudování vzniklo v roce 2014 v produkci Prague Shakespeare Company v Divadle Kolowrat. Představení se hrálo v anglickém jazyce a v roli čarodějnice se představily v alternaci Michaela Horká a Vendula Příhodová.

## Děj
Muzikál vychází z příběhů klasických pohádek bratří Grimmů, které ale rafinovaným způsobem propojuje a rozvádí. Jako prostor k tomuto setkávání všech postav slouží "the Woods" (neboli les), který skrývá mnohé nástrahy, a postavy jsou nuceny se do něho vydat, aby mohly naplnit svá přání. V přání (v originále "wish") je také základním tématem muzikálu - Popelka touží jít na bál, Pekař a jeho žena touží mít dítě, čarodějnice chce zpět svou krásu. Všechna přání jsou naplněna na konci první poloviny muzikálu, která je velmi odlehčená a plná humoru založeného právě na konfrontaci jednotlivých pohádek. V druhém dějství následuje originální dekonstrukce celého předchozího jednání - postavám se splní veškeré sny a přesto nejsou spokojené a opět se vydávají do lesa. Druhé dějství již nevychází z klasických pohádek, je mnohem temnější a dospělejší - tomu odpovídá i proměna lesa, který rozhodně není tím radostným a světlým místem z prvního jednání. Hlavním tématem druhého dějství je rodičovství.

### 1. dějství
Vypravěč začíná se slovy: Once upon a time... aneb česky "Bylo nebylo..." a představuje čtyři postavy - Popelku, která by si přála jít na královský bál. Jacka, obyčejného chlapce, co si přeje, aby jeho kráva Milky White dojila mléko a Pekař se svou ženou, kteří si přejí, aby se jim narodilo dítě. Mezitím si kupuje Karkulka u Pekaře chleba, který donese své babičce, Jackova matka přesvědčuje Jacka, aby prodal krávu, Popelka sní o plese, ale její macecha a nevlastní sestry se jí za to vysmívají.
Sousedka Pekaře je ošklivá čarodějnice, která je zaklela, a proto se jim nikdy nenarodí dítě. Přistihla totiž otce pekaře, když ji kradl ze zahrady "kouzelné" fazole. Vzala si i jejich novorozené dítě (Pekařovu sestru) a tu vězní ve věži - Rapunzel. Čarodějnice jim prozradí, že oni mohou kletbu zlomit, když ji přinesou 4 věci - krávu bílou jako mléko, plášť červený jako krev, vlas žlutý jako kukuřice a střevíček čistý jako zlato - a to vše než odbije půlnoc za 3 dny.
A tak začíná jejich cesta do lesa - Jack jde na trh prodat krávu, Popelčina macecha a sestry jdou na bál, Popelka ke hrobu své matky, Karkulka za babičkou a Pekař (který odmítá pomoc své ženy) hledat věci pro čarodějnici. (Act One Prologue) Popelka získá od ducha své matky zlaté střevíčky a závoj. (Cinderella at the Grave) Jack potká tajemného muže, který se Jackovi vysmívá, že chce krávu prodat za víc než pytlík fazolí a poté zmizí. Karkulka potká hladového vlka, který ji přemlouvá, aby nechodila za babičkou, protože on ji už snědl(Hello little girl).
Karkulku zahlédne Pekař, znenadání se objeví i Čarodějnice a ta na něj zařve, aby vzal ten červený plášť. Pekař se lekne a zapomene, které věci má přinést. Naštěstí ho ale sleduje jeho žena a ta si je pamatuje, společně potkají Jacka. (The Spell is On My House" (Reprise)) Nemají u sebe peníze, proto Jacka přemluví, že fazole (které našel Pekař ve staré bundě svého otce), které mu dají, jsou kouzelné a Jack svou krávu prodá. Fazole našel Pekař ve staré bundě svého otce.
Jack se s krávou loučí (I guess This Is Goodbye) a Pekaři nařizuje své ženě, aby se s krávou vrátila zpátky domu. Pekař je zmatený, protože ví, že nebyl upřímný a na to jeho žena odpovídá, že ty fazole možná přece kouzelné jsou (Maybe They’re magic). Prolomit kletbu čarodějnice je jejich jediná šance mít dítě.
Mezitím se dozvídáme, že Čarodějnice vychovávala Rapunzel ve věži. (Our Little World) Krásný princ ale Rapunzel najde a vyleze do věže. V jiné části lesa nalákal Pekař Karkulku, ukradl jí plášť - ale ona ho zase přemluví a on ji plášť vrátí. (Maybe They're Magic" (Reprise)) Karkulka se vrací do domu za babičkou, tam ji sní Vlk - ale Pekař všechny zachrání a z vlka vytáhne karkulku i její babičku. Karkulka se mu odvděčí a já mu svůj plášť (I Know Things Now). Mezitím se Jack vrací domů - bez peněz, ale s fazolemi, které jeho matka venku vysype a pošle Jacka bez večeře spát. v jiné části lesa utíká Popelka z plesu, narazí na Pekařovu ženu a schovají se před Princem. Popelka ji popisuje bál (A Very Nice Prince) a jak krásný princ byl. Zjistíme, že jsou nedaleko chalupy, kde bydlí Jack s matkou - a leknou se fazolového stonku, který začal růst. Pekařova žena si všimne zlatých střevíčku, chce ji je vzít - ale nepodaří se jí to a ještě ji uteče kráva. Každá z postav přednese pohádkovou moralitu, které se nějak vztahuje k jejímu příběhu (First Midnight) a pokračuje dále ve své cestě lesem. Další ráno vyleze Jack po obřím fazolovém stonku, vrátí se a popisuje ta dobrodružství, která vidět (Giants in the Sky).
Obrovi ukradl 5 zlaťáků a ty vrátí Pekaři - ten ale váhá, nakonec si je vezme, ale tajemný muž mu je ukradne. Jeho žena se vrátí a přizná se, že ji utekla kráva a nic nemá - oba se tedy vydávají společně do lesa a hledají věci pro Čarodějnici.
Princové od Popelky a Rapunzel se v lese potkávají (jsou to bratři) a porovnávají svá trápení z jejich nově nalezené lásky (Agony). To zaslechne i Pekařovo žena - Rapunzelin Princ zmiňuje vlasy žluté jako kukuřice a tak naláká Rapunzel, aby vyhodila svůj cop z věže, a pár vlasů vytrhne. Mezitím tajemný muž vrací krávu zpátky Pekařovi. Pekařova žena opět potkává Popelku a zuřivě se snaží získat její střevíčky - ale Popelka utíká. (A Very Nice Prince (Reprise)) Pekař se svou ženou si uvědomí, že bude nejlepší, když budou hledat společně - už mají 3 ze 4 věcí pro Čarodějnici (It Takes Two). Jack sleze ze stonku s husou a zlatými vejci a chce svou krávu koupit zpátky, ale kráva náhle umírá. Opět během půlnoci postavy formou moralit přemýšlejí, co je dobré, co je špatné a zda konají správně. ( Second Midnight) Čarodějnice zjistí, že její "dceru" navštěvuje Princ a snaží se ji přesvědčit, aby u ní zůstala (Stay With Me), což Rapunzel odmítá - to Čarodějnici rozzuří, ostříhá jí její vlasy a odtáhne ji pryč.
Tajemný muž dá Pekaři peníze, aby si koupit další krávu a Jack, vyprovokovaný Karkulkou, se vrací opět k Obrovi a chce ukrást kouzelnou harfu.
Prince Popelky svou princeznu stále nahání, ona mu ale utíká - na schodech ale zůstane její střevíček (On the Steps of the Palace). Pekařova žena si chce vyměnit své boty s Popelkou - a nabízí jí i poslední fazoli - ona fazoli nechce, zahodí ji, ale boty vymění a uteče. Pekař má novou krávu a teď mají všechny věci pro Čarodějnici.
Všichni slyší velkou ránu a Jackova matka oznamuje, že z fazolového stonku spadl obr a leží mrtvý na zahradě. Díky kouzlu Čarodějnice Jackova mrtvá kráva obživne, ale mléko nedává. Vlasy žluté jako kukuřice patří Rapunzel a jelikož se jich už Čarodějnice dotkla, nebude kouzlo fungovat. Tajemný muž poradí Pekaři, aby nakrmil krávu vlasy Rapunzel-a najednou začne kráva dojit - ne mléko, ale elixír. Tajemný muž padá mrtvý k zemi, protože jeho oprava je hotová. Kletba je prolomena a Čarodějnice je krásná a mladá.
Princ Popelky hledá dívku, které padne střevíček - popelčiny sestry to zkouší, ale nepadne jim. Pak se ale objeví Popelka, střevíček ji padne jako ulití a mohou se vzít.
I Rapunzel našel Princ - Čarodějnice se je snaží zaklít - ale zjistila, že ztratila svou moc. Na svatbě Popelky jsou její nevlastní sestry oslepeny ptáky - všichni kromě nich a Čarodějnice začínají žít své "šťastně až do smrti" - nikdo si ale nevšímá, že v dálce roste další stonek až do nebes. (Act One Finale)

### 2. dějství
Vypravěč uvádí i druhé dějství "Once upon a time..later" – bylo nebylo..později. Všechny postavy se zdají býti šťastné, ale ironicky si opět něco přejí. Pekař a jeho žena mají jejich milované dítě – ale přejí si větší dům, Jack a jeho matka jsou bohatí, ale Jackovi chybí jeho království v nebesích a Popelka žije s Princem – ale začíná se nudit (So happy)
Náhle zazní velká rána – a obrovská noha zničila zahradu Čarodějnice. Pekař a jeho žena se rozhodli, že to musí povědět královské rodině a Pekař se vydá do paláce. Bohužel je ignorován princovým sluhou, jen Popelka ho utěší, že to poví Princi, který se zrovna někde toulá. Mezitím se vrací domů i Karkulka a zjišťuje, že je její dům zničen a matka zmizela. Jack se rozhodl, že musí obra zabít – i když má od matky příkázáno zůstat doma, Popelka zjišťuje od ptáčků, že byl hrob její matky zničen a vrací se – ve svých starých šatech.
Znovu všichni vyráží do lesa (Into the woods reprise),
Rapunzel má psychické problémy (po letech strávených ve věži) a také utíká. Princ ji následuje, ale opět v lese potkává svého bratra – prince od Popelky. Svěří se, že je manželství nudí a touží po dvou krásných spících ženách – po Šípkové Růžence a Sněhurce (Agony reprise)
Pekař, jeho žena a Karkulka se ztratili v lese, nacházejí tam i královskou rodinu, které prchá ze zámku, který zničil obr.
Připojuje se k nim i Čarodějnice-která přináší zprávy, že obr zničil vesnici a dům Pekaře. Najednou ale zaslechnou kroky a obr se objeví před nimi - a zjišťují, že obr je žena-obryně, vdova po obru, který zemřel, když honil Jacka, který jim kradl věci z nebeského království. Hrozivým hlasem jim povídá, že chce Jacka zabít. Aby obryni nějak uspokojili, rozhodnou se všichni, že ji musí někoho obětovat. Nemohou se rozhodnout - ale jen do té doby, než si uvědomí, že Vypravěč stále vše komentuje zvenčí – proto každý souhlasí a Čarodějnice ho hodí k obryni a ta ho sní. Ke skupině se vrací Jackova matka a brání Jacka - sluha Prince se ji snaží utišit - ale omylem ji zabije. Umírá i Rapunzel, která poblázněně utíká lesem a vběhne pod Obryni, která hledá Jacka.
(Witch’s Lament).
Královská rodina je zděšena a navzdory ostatním utíkají do tajného království. Čarodějnice hledá Jacka – chce ho najít a obětovat ho Obryni. Pekař a jeho žena chtějí Jacka zachránit, rozdělí se a hledají ho. Pekařova žena potkává Popelčina prince a on ji snadno svede (Moment in the Woods – Any moment). Mezitím potkává Pekař Popelku u zničeného hrobu její matky a přemlouvá ji, aby se kvůli bezpečí připojila ke skupině.
Spokojený Princ opouští s otřepanými frázemi Pekařovu ženu, ona si uvědomuje svou chybu a vrací se zpátky ke svému muži a synovi, aby žila šťastně až do smrti. Bohužel se ale v lese ztratila a narazila na Obryni.
Pekař, Karkulka a Popelka očekávají návrat Pekařovy ženy, když v tom přitáhne Čarodějnice Jacka. Pekař se dozvídá o smrti své ženy a proto souhlasí s obětováním Jacka Obryni. Vše vyústí v hádku a všechny postavy se navzájem obviňují, čí vina to byla – až se nakonec všichni shodnou v tom, že za to může Čarodějnice, protože ona měla kouzelné fazole. (Your fault)
Čarodějnice je znechucena, snaží se ostatní zaklít a vyhodí zbytek svých kouzelných fazolí – na co jim bude bohatství, když zítra umřou? (Last midnight). Pekař utíká od ostatních a navštíví ho duch jeho otce, který ho přemlouvá, aby čelil svým povinnostem (No more). Pekař se vrací a pomáhá s plánem, jak zabít Obryni – použije popelčiny "kamarády" (ptáky), aby vyklovali Obryni oči, Obryně padá a na zemi ji Jack a Pekař zabije. Popelka zůstává s dítětem, míjí ji "její" Princ, který ji skoro nepoznává. Obviňuje ho z nevěry a on se jí svěřuje s pocitem nenaplnění a důvody, proč svedl další ženu. Požádá ho, aby odešel, ať řekne, že Popelku zabil Obr a dál se nebudou scházet – a on odchází. Karkulka se vrací se zprávou, že i její babička byla zabita Obryní a Jack se dozvídá od Pekaře o smrti své matky. Jack se chce pomstít a zabít princova sluhu – dokud ho Pekař nepřesvědčí, že smrt sluhy nikomu nepomůže. Popelka utěšuje Karkulku a snaží se ji povzbudit, že zabití Obryně nečiní nikoho lepším, než je ona. Co je morálně správné? ( No one is alone).
Čtyři zbývající postavy zabijí Obra, zesnulé postavy a Princové s novými princeznami se vracejí. Postavy, které přežily, plánují žít společně, duch Pekařovy ženy se vrací a dává svému muži poslední lekci: "Pověz mu (synovi), jak se to všechno stalo." Pekař začíná vyprávět příběh, když se objeví Čarodějnice s posledním ponaučením:
Dávejte si pozor na to, co říkáte – Děti poslechnou (Children will listen). Všichni se připojí k repríze titulní písně (Into the woods), každý se musí odvážit jít do lesa, ale nikdy by neměl zapomenout na minulost.
Vše končí typickým "Into the woods" a celou píseň uzavírá Popelka s posledním "I wish" (přeji si).

## Hudební čísla
Názvy písní jsou (vzhledem k neexistenci českého překladu) uvedeny v angličtině, stejně jako názvy postav.
|  | První dějství - "Act One Prologue" – Narrator, and Company (skládá se z devíti částí, které jsou někdy považovány za samostatná čísla) - "Cinderella at the Grave" – Cinderella, Cinderella's Mother - "Hello, Little Girl" – Wolf and Little Red Ridinghood - "The Spell is On My House" (Reprise) – Baker and Baker's Wife - "I Guess This is Goodbye" – Jack - "Maybe They're Magic" – Baker and Baker's Wife - "Our Little World" – Witch and Rapunzel (přidáno během originální londýnské inscenace) - "Maybe They're Magic" (Reprise) – Baker - "I Know Things Now" – Little Red Ridinghood - "A Very Nice Prince" – Cinderella and Baker's Wife - "First Midnight" – Company - "Giants in the Sky" – Jack - "Agony" – Cinderella's Prince and Rapunzel's Prince - "A Very Nice Prince" (Reprise) – Cinderella and Baker's Wife - "It Takes Two" – Baker and Baker's Wife - "Second Midnight" – Witch, Cinderella's Prince, Rapunzel's Prince, Stepmother, Florinda, Lucinda - "Stay with Me" – Rapunzel and Witch - "On the Steps of the Palace" – Cinderella - "Act One Finale" – Narrator and Company (skládá se ze čtyř částí, které jsou někdy považovány za samostatná hudební čísla) | Druhé dějství - "Act Two Prologue" – Narrator and Company (skládá se z devíti částí, které jsou někdy považovány za samostatná hudební čísla) - "Agony" (Reprise) – Cinderella's Prince and Rapunzel's Prince - "Witch's Lament" – Witch - "Any Moment (Part 1)" – Cinderella's Prince and Baker's Wife - "Any Moment (Part 2)" – Cinderella's Prince and Baker's Wife - "Moments in the Woods" – Baker's Wife - "Your Fault" – Jack, Baker, Cinderella, Little Red Ridinghood and Witch - "Last Midnight" – Witch - "No More" – Baker and Mysterious Man - "No One is Alone (Part 1)" – Cinderella and Little Red Ridinghood - "No One is Alone (Part 2)" – Cinderella, Baker, Little Red Ridinghood and Jack - "Act Two Finale" – Company (skládá se ze čtyř částí, které jsou někdy považovány za samostatná hudební čísla) |

## Ocenění
Muzikál vyhrál několik cen Tony - Best Score a Best Book, nevyhrál cenu za nejlepší muzikál - v tomto roce se utkali dva velcí rivalové: Sondheim a Webber. V kategorii nejlepší muzikál vyhrál Webberův Phantom of the opera (Fantom opery). Soupeřili spolu v každé kategorii a Fantom opery vyhrál cenu za nejlepší muzikál. Into the Woods získal ceny za hudbu, libreto a za nejlepší herečku v muzikálu (Joanne Gleason jako Pekařova žena). Ocenění za nejlepšího herce v muzikálu, režii, či kostýmy získal Fantom.